# Korneliusze Cynna
Cornelii Cinna – gałąź rzymskiego rodu patrycjuszowskiego Korneliuszy (por. Korneliusz).
- Lucjusz Korneliusz Cynna – przywódca popularów
- Lucjusz Korneliusz Cynna – pretor 44 p.n.e
- Lucjusz Korneliusz Cynna – konsul 32 p.n.e.
- Gnejusz Korneliusz Cynna Magnus
- Kornelia Cynilla
- Kornelia Pompeja Magna

## Lucjusz Korneliusz Cynna pr.44
Lucjusz Korneliusz Cynna (Lucius Cornelius Cinna) polityk rzymski, syn
Lucjusza Korneliusza Cynny konsula w 87 p.n.e. Był pretorem w 44 p.n.e. Nie biorąc udziału w spisku, po zamordowaniu Cezara oficjalnie wyraził aprobatę dla czynu spiskowców. Demonstracyjnie zdjął insygnia pretorskie, jako nadane przez tyrana. Wywołał tym taką nienawiść tłumów, że w czasie pogrzebu Cezara zamordowano Gajusza Helwiusza Cynnę, z powodu nazwiska pomyłkowo uznanego za pretora Cynnę.

## Lucjusz Korneliusz Cynna k.32
Lucjusz Korneliusz Cynna (Lucius Cornelius Cinna) polityk rzymski, konsul zastępczy w 32 p.n.e., być może identyczny z pretorem w 44 p.n.e. Zięć Pompejusza Wielkiego jako mąż Pompei.
Dzieci:
- Gnejusz Korneliusz Cynna Magnus
- Kornelia Pompeja Magna

## Gnejusz Korneliusz Cynna Magnus
Gnejusz Korneliusz Cynna Magnus (Gnaeus Cornelius Cinna Magnus) syn
Lucjusza Korneliusza Cynny k.32, wnuk Pompejusza Wielkiego, stąd przydomek Magnus. Polityk rzymski, spiskował przeciwko cesarzowi Augustowi, został jednak przez niego wspaniałomyślnie ułaskawiony, a później nawet mianowany konsulem w 5 n.e. Ten Cynna jest bohaterem tragedii Piotra Corneille’a Cynna.

## Kornelia
Kornelia (Cornelia) córka
Lucjusza Korneliusza Cynny. Żona od 84 Cezara, matka jego córki Julii. Zmarła w 69 p.n.e.

## Kornelia Pompeja Magna
(Cornelia Pompeia Magna); wnuczka dwóch wybitnych polityków republikańskiego Rzymu, Pompejusza i Cynny.
Wywód przodków:
| 4. Lucjusz Korneliusz Cynna |  |                                       |  |  |                           |
|                             |  | 2. Lucjusz Korneliusz Cynna konsul 32 |  |  |                           |
| 5. N.N.                     |  |                                       |  |  |                           |
|                             |  |                                       |  |  | 1. Kornelia Pompeja Magna |
| 6. Gnejusz Pompejusz Wielki |  |                                       |  |  |                           |
|                             |  | 3. Pompeja                            |  |  |                           |
| 7. Mucja Tercja             |  |                                       |  |  |                           |
|                             |  |                                       |  |  |                           |

Małżeństwa i potomkowie:
| Kornelia Pompeja Magna             |
| \| 1. Lucjusz Skryboniusz Libon \| |
| 1. Lucjusz Skryboniusz Libon       |

| 1. Lucjusz Skryboniusz Libon |

| Lucjusz Skryboniusz Libon |

| Marek Skryboniusz Libon Druzus |

| Skrybonia                              |
| \| 1. Marek Licyniusz Krassus Frugi \| |
| 1. Marek Licyniusz Krassus Frugi       |

| 1. Marek Licyniusz Krassus Frugi |

| Gnejusz Pompejusz Magnus |
| \| 1. Klaudia Antonia \| |
| 1. Klaudia Antonia       |

| 1. Klaudia Antonia |

| Lucjusz Kalpurniusz Pizon Frugi Licynianus |